# Кент (округ, Техас)
Округ Кент (англ. Kent County) расположен в США, штате Техас. Официально образован в 1876 году из участков округов Бехар и Янг, и назван в честь Эндрю Кента — солдата Техасской революции, погибшего в битве за Аламо. По состоянию на 2000 год, численность населения составляла 859 человек. Окружным центром является город Джейтон.
Округ Кент входит в число 5 округов Техаса с действующим сухим законом.

## География
По данным Бюро переписи США, общая площадь округа равняется 2339 км², из которых 2337 км² суша и около 2 км² или 0,06% это водоёмы.

### Соседние округа
- Гарза (запад)
- Дикенс (север)
- Скарри (юг)
- Стонуолл (восток)
- Фишер (юго-восток)

## Демография
По данным переписи населения 2000 года в округе проживало 859 жителей, в составе 353 хозяйств и 247 семей. Плотность населения была менее 1 человека на 1 квадратный километр. Насчитывалось 551 жилых дома, при плотности покрытия менее 1 постройки на 1 квадратный километр. По расовому составу население состояло из 94,46% белых, 0,23% чёрных или афроамериканцев, 0,35% коренных американцев, 3,73% прочих рас, и 0,23% представители двух или более рас. 9,08% населения являлись испаноязычными или латиноамериканцами.
Из 353 хозяйств 26,1% воспитывали детей возрастом до 18 лет, 61,2% супружеских пар живущих вместе, в 5,9% семей женщины проживали без мужей, 30% не имели семей. На момент переписи 28% от общего количества жили самостоятельно, 14,2% лица старше 65 лет, жившие в одиночку. В среднем на каждое хозяйство приходилось 2,33 человека, среднестатистический размер семьи составлял 2,83 человека.
Показатели по возрастным категориям в округе были следующие: 20,6% жители до 18 лет, 5,4% от 18 до 24 лет, 21,8% от 25 до 44 лет, 26,8% от 45 до 64 лет, и 25,5% старше 65 лет. Средний возраст составлял 47 лет. На каждых 100 женщин приходилось 91,7 мужчин. На каждых 100 женщин в возрасте 18 лет и старше приходилось 91,6 мужчин.
Средний доход на хозяйство в округе составлял 30 433 $, на семью — 35 568 $. Среднестатистический заработок мужчины был 23 875 $ против 20 000 $ для женщины. Доход на душу населения был 17 626 $. Около 9,2% семей и 10,4% общего населения находились ниже черты бедности. Среди них было 13,1% тех кому ещё не исполнилось 18 лет, и 6,1% тех кому было уже больше 65 лет.

## Политическая ориентация
На президентских выборах 2008 года Джон Маккейн получил 76,34% голосов избирателей против 22,1% у демократа Барака Обамы.
В Техасской палате представителей округ Кент числится в составе 68-го района. Интересы округа представляет республиканец Дрю Спрингер из Манстера.

## Населённые пункты

### Города
- Джейтон

### Определяемые переписью места
- Джирард

### Заброшенные населённые пункты
- Клэрмонт

## Образование
Большую часть жителей Кента обслуживает школьный округ Джейтон-Джирард, состоящий из одной школы и специализирующийся на подготовке детей с дошкольного возраста до 12 лет.

## Галерея
|                                                                     |                             |                                        |
| Полуразрушенное здание 1895 года бывшей окружной тюрьмы в Клэрмонте | Водонапорная башня Джейтона | Заброшенный магазин на улице Клэрмонта |